# Teamcenter
| Phát hành    | Siemens PLM Software           |
| ------------ | ------------------------------ |
| Thể loại     | CAD/CAM/CAE/PLM                |
| Hệ điều hành | Mac OS, Win7, Win 8, Win 10    |
| Bản quyền    | Siemens PLM                    |
| Web          | www.plm.automation.siemens.com |

Teamcenter là một bộ các ứng dụng quản lý vòng đời sản phẩm phần mềm máy tính (PLM). Phần mềm này được viết bởi EDS PLM Solutions, công ty mà sau này đã trở thành Siemens PLM Software.

## Giải thưởng
- IndustryWeek's "Technology Innovation of the Year" Award in 2005.[1]
- Aviation Week & Space Technology magazine's Technology Innovation Award in 2006.[2]